# Xã Millcreek, Quận Fountain, Indiana
Xã Millcreek (tiếng Anh: Millcreek Township) là một xã thuộc quận Fountain, tiểu bang Indiana, Hoa Kỳ. Năm 2010, dân số của xã này là 1.406 người.